# Joseph-Fortuné-Séraphin Layraud
Joseph-Fortuné-Séraphin-Jean-Avit Leyraud, dit Fortuné Layraud, né à La Roche-sur-le-Buis (Drôme) le 12 octobre 1833, et mort à Valenciennes (Nord) le 12 octobre 1913 , est un artiste peintre français Prix de Rome en 1863.

## Biographie
Joseph-Fortuné-Séraphin-Jean-Avit Leyraud naît le 12 octobre 1833, à La Roche-sur-le-Buis (Drôme) où son père est cabaretier et possède une petite exploitation de quinze hectares. Sixième enfant d’une fratrie de huit, défavorisé à la mort de ses parents par l'héritage qui privilégie les deux frères aînés, il reste, jusqu’à l’âge de 20 ans, un modeste berger, inculte, arpentant les collines de la Drôme en gardant le troupeau familial.

### Berger talentueux
Après avoir croisé la route d’un petit marchand ambulant de statuettes, Fortuné Layraud occupe ses mains durant les mois d’estive, seul avec son troupeau, à modeler de petits personnages en terre glaise, qu'il s'applique ensuite à colorier, ou à graver patiemment des pierres.
C’est Jouve, le curé de sa paroisse, à La Roche-sur-le-Buis, qui repère les dons artistiques du jeune berger et qui le prend sous sa protection, reprenant son alphabétisation, abandonnée depuis longtemps, s’occupant de son instruction et lui enseignant les rudiments du dessin. Dès lors, le jeune homme n’a de cesse de devenir peintre. Sa famille n’étant pas du même avis, il doit se constituer un capital pour pouvoir quitter son village : il se fait trappeur, probablement braconnier, vendant ainsi en 1853 pour près de 200 francs de fourrures (renard, martre...) à la foire locale.
À force d’obstination, il parvient en avril 1853 à se faire confier par sa famille à un oncle de Marseille qui exerce la fonction de douanier ; l'accueil de ce dernier n'est pas des plus chaleureux. La barbe et les cheveux hirsutes, l'accoutrement campagnard du pâtre des Baronnies, ses explications résolues, laissent ahuri le brave employé des Douanes.

### Étudiant aux Beaux-Arts de Marseille
Finalement, Fortuné Layraud parvient à convaincre son oncle de le présenter à Émile Loubon directeur de l'école des beaux arts de la ville. Celui-ci, également éberlué par la mine et les propos de son visiteur lui conseille tout d'abord de « retourner à ses moutons ». Après réflexion, cédant aux supplications et à l'obstination du jeune homme, il consent à l'admettre pour huit jours dans son atelier. L'épreuve doit être convaincante puisque Loubon, ce délai passé, non seulement ne le renvoie pas, mais au bout de six mois lui suggère de faire parvenir au Conseil Général de la Drôme une copie de l'allégorie de La Vie et la Mort qu'il vient de peindre.
Sur ces entrefaites, l'épidémie de peste qui ravage alors Marseille, l'ayant épargné, il est victime d'un nouveau contretemps : bien qu'exempté du service militaire par le tirage au sort d'un bon numéro, Layraud est
mobilisé au cinquième Régiment d'Artillerie de Grenoble malgré une lettre de recommandation du préfet de la Drôme. Désigné pour partir en Crimée où la guerre fait rage, il est dirigé sur Marseille en vue de son embarquement pour Sébastopol mais pendant les préparatifs du voyage, Fortuné Layraud tombe malade.
Au cours de sa convalescence. il essaie de se trouver un remplaçant comme cela se fait à l'époque et peut à grand-peine recueillir les 2 000 francs nécessaires. Mais la malchance le poursuit : les trois premiers remplaçants qu'il présente sont successivement récusés pour des raisons diverses. Enfin, le quatrième est accepté en se faisant passer pour cordonnier. Entretemps, les conseillers généraux de la Drôme, frappés des qualités de l'allégorie de La Vie et la Mort qu'ils ont enfin reçue, allouent au jeune peintre une pension annuelle de 600 francs, pour lui permettre de poursuivre ses études à Paris, et font placer son tableau au Musée de Valence.

### Apprentissage à Paris

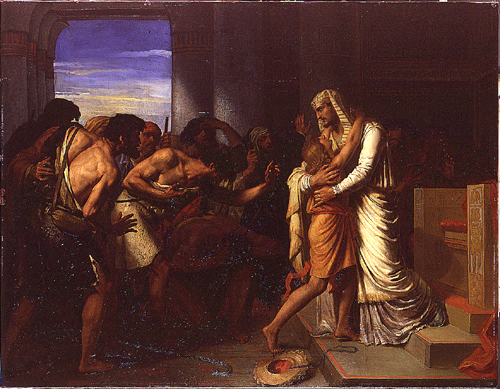
Joseph se fait reconnaître par ses frères
(Prix de Rome 1863)

Libéré de ses obligations militaires, Layraud peut enfin se rendre à Paris en 1855 où il est recommandé à Léon Cogniet. Il s'inscrit à l'école des Beaux-Arts de Paris le 9 octobre 1856, sous le numéro 3010 du registre des élèves et commence son apprentissage, puis sa carrière d’artiste, auprès du maître, mais aussi de Robert-Fleury. En 1859, il participe pour la 1re fois au Salon de Paris et présente deux toiles dont un autoportrait.
Fortuné Layraud obtient le second Grand Prix de Rome au concours de peinture de 1860 dont le sujet est Sophocle accusé par ses fils et le Conseil Général de la Drôme lui double sa pension. En 1861, toujours élève, il expose trois toiles au Salon de Paris dont Le Portrait de Pierre Dupont, – célèbre chansonnier et poète de l’époque avec qui il s'est lié d’amitié ainsi qu'avec Léon Gambetta et Émile Loubet, drômois comme lui – et Le Berger des Alpes, qui est très certainement un autre autoportrait vendu à l’occasion du salon.
C’est seulement deux ans plus tard, en 1863, que Layraud décroche, avec son tableau Joseph se fait reconnaître par ses frères, le précieux premier Grand Prix ex-æquo avec Alphonse Monchablon,. Mauvaise année que cette année 1863 : Napoléon III doit organiser le « salon des refusés » où sont exposés les impressionnistes Cézanne, Monet, Manet…. L’histoire de l’art ne retient que le « salon des refusés ». Le conseil municipal de son village se fend pourtant de quelques lignes élogieuses dans une délibération d’octobre 1863 et ce succès ouvre à Layraud les portes de l'Académie de France à Rome où il séjourne de 1864 à 1870.

### Villa Médicis
Layraud rejoint la Villa Médicis le 24 janvier 1864 ; il voyage : Pompéi, Naples, etc. et produit de nombreuses œuvres, les « envois de Rome »,,, en se spécialisant progressivement vers le portrait et en produisant ses premières grandes toiles : c’est à Rome qu’il réalise en 1869, sur fond de bitume, le Portrait de Franz Liszt, mais aussi le Saint-Sébastien qui est de nos jours en l’église de son village natal et La Descente de croix dans l’église Saint-Martin à Vert-le-Petit.
Son séjour s'achève en principe en 1868 au bout de cinq ans, mais son envoi de 5e année justifie par les dimensions du tableau – 6,40 × 3 m – la prolongation de son séjour. Ce tableau Brigands et captifs est achevé en 1870 et présenté à l'exposition internationale de Londres de 1871, puis au Salon de 1872 ; il est acquis par le gouvernement anglais, qui le présente à Londres, puis à Melbourne où la toile disparaît mystérieusement entre 1955 et 1986, alors qu’elle est conservée à la National Gallery of Victoria ; elle est rayée des inventaires en 1992.
En 1869, à la suite de fouilles ordonnées par Napoléon III, la Villa Livia est découverte sur le mont Palatin par Pietro Rosa. Profitant de la prolongation de son séjour, Layraud peint la Vue des fouilles de la Maison de Livie sur le Mont Palatin et à cette occasion, il fait une copie très exacte de cinq fresques récemment révélées, ; ses cinq tableaux sont ensuite placés à l'école des Beaux-Arts de Paris dans le vestibule de la salle où se font les expositions publiques, du côté du quai Malaquais,.

### Période portugaise, Paris

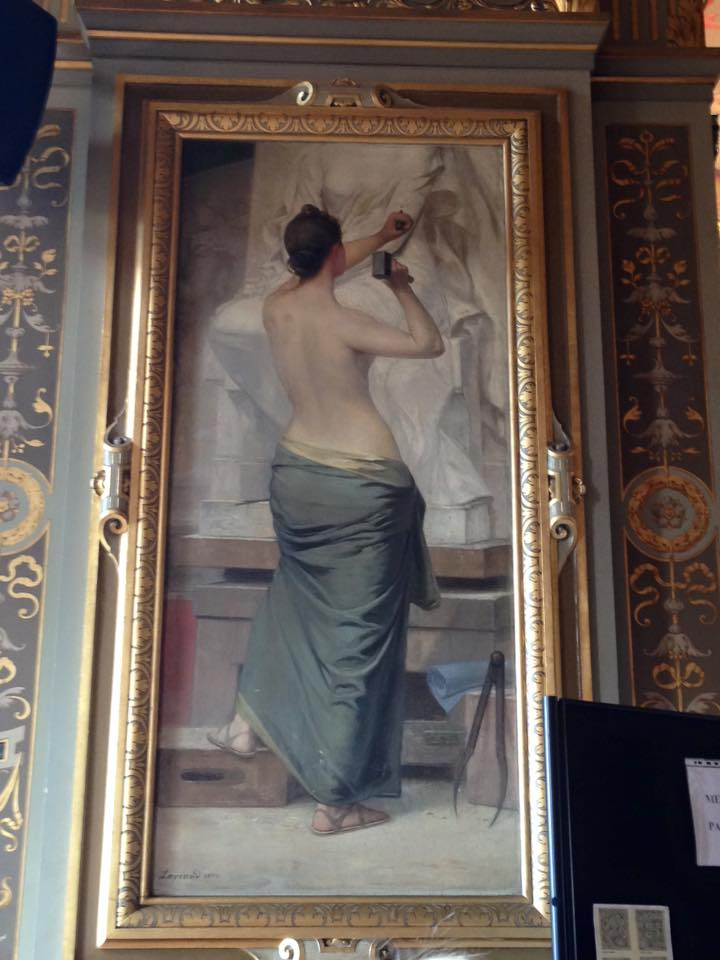
La sculpture- Paris (1886)
Hôtel de ville

Rentré à Paris en 1870, Fortuné Layraud est envoyé par Léon Gambetta suivre comme ambulancier les troupes sur les champs de bataille de Champigny et au salon de 1872, il expose Supplice de Marsyas, peint lors de son séjour à la Villa Médicis. Il voyage ensuite à Londres, en Espagne, mais surtout au Portugal où il séjourne de 1873 à 1877 et y côtoie la famille royale dont il réalise quelques portraits. Il peint en 1874 La Rive droite du Tage et Vue de Lisbonne, en 1876, la reine Maria Pia et au Salon de Paris de 1878, Layraud expose le portrait en pied du roi de Portugal Ferdinand II et celui de son épouse morganatique Elisa Hensler, la comtesse d’Edla. Il est fait Chevalier de l'Ordre du Christ.
C’est au Portugal qu’il rencontre Pauline Saunier qui, laissant son époux à Lisbonne, devient la compagne de Layraud jusqu’à la fin de ses jours. Le peintre l’a représentée à plusieurs reprises, notamment dans le grand portrait en pied du musée de Valenciennes qu’il a gardé près de lui tant qu’elle était en vie. Il prête également ses traits en 1886 à sa Mater dolorosa offerte à l’église Saint-Christophe de La Roche-sur-le-Buis, sa ville natale. De retour en France, Layraud s’installe avec Pauline rue Poussin, à Auteuil. Il retrouve son ami Émile Loubet et réalise plusieurs portraits de la famille du Président dont il fait plus tard le portrait exposé à l'Exposition universelle de 1900.
Au Salon de 1881, Layraud présente Diogène, exposé en 1883 à Amsterdam pour l'exposition internationale et coloniale et déposé ensuite au Musée de Narbonne puis, au Salon de 1882, La Mort d'Ines de Castro,. C'est ensuite La mort d’Agrippine, Les noceurs en 1884, La sculpture en 1886, Le marteau-pilon en 1889 qui obtiendra la médaille de bronze à l'Exposition universelle, Saint Jacques le Majeur en 1895, Les puiseurs d’eau à Pompeï en 1896.
Il est l'auteur du carton d'un des vitraux de la Cathédrale Saint-Apollinaire de Valence (1896). Le musée de la ville compte dans ses collections Le radeau de la Méduse, exécuté par Layraud d'après le tableau de Géricault et la galerie de l'évêché un Portrait de l'évêque de Valence. Le musée Bonnat de Bayonne possède de lui Portrait de femme au chapeau noir, l'Hôtel de Ville de Paris La sculpture
Peintre parisien reconnu – Théophile Gautier, Guy de Maupassant, Barbey d’Aurevilly comptent parmi ses critiques d'art – Layraud est nommé en 1890 au grade de Chevalier de l'Ordre de la Légion d'honneur au titre des Beaux-Arts, et est reçu dans l’ordre par l’architecte Jean-Louis Pascal, Prix de Rome également, qu’il a connu à Rome entre 1866 et 1870.

Portugal
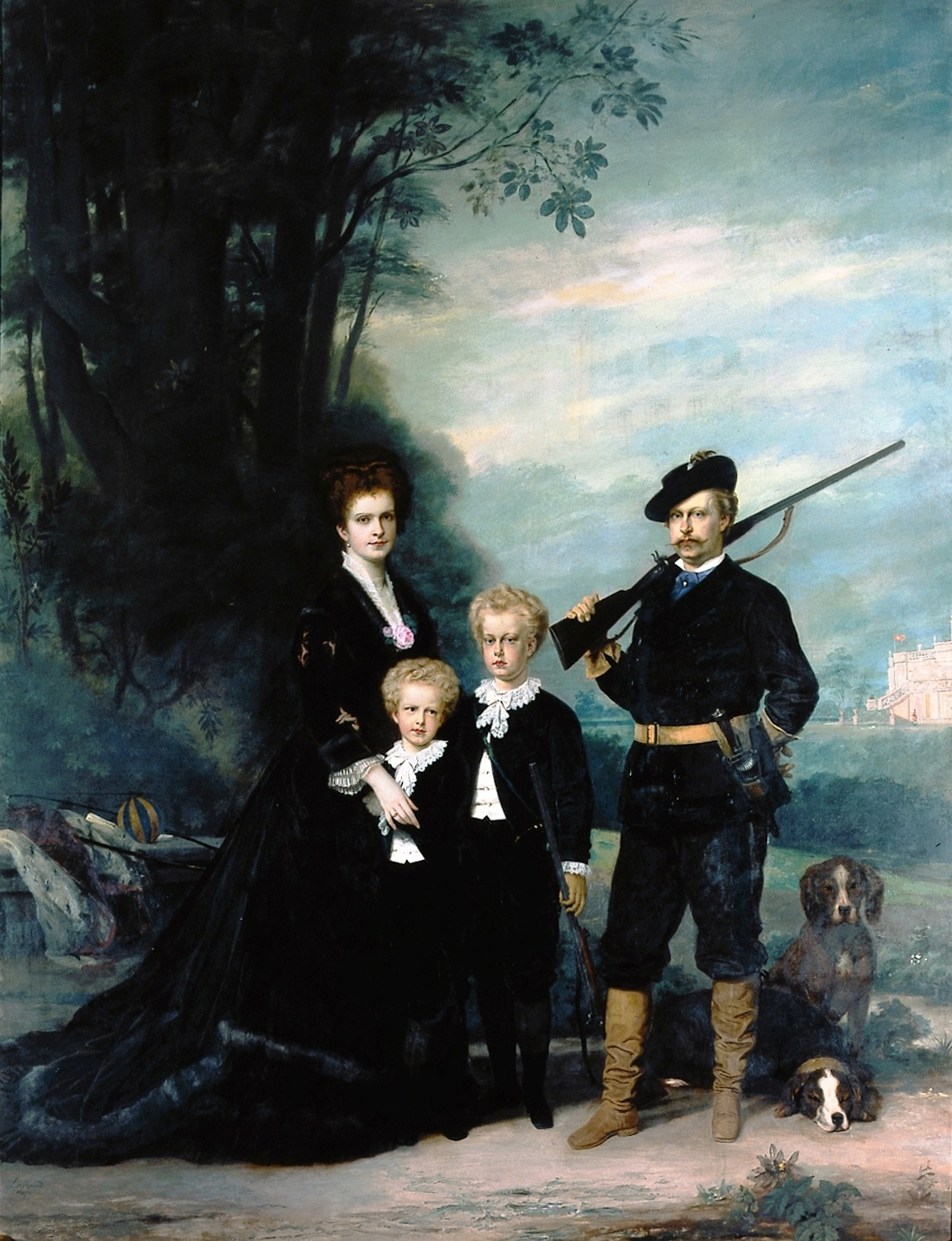
La famille royale : la Reine Maria Pia, l'Infant Alphonse, le Prince Charles, et le Roi Louis Ier (1876) (Palais national d'Ajuda)
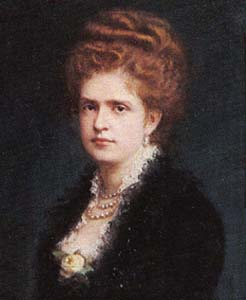
La Reine Maria Pia de Savoie
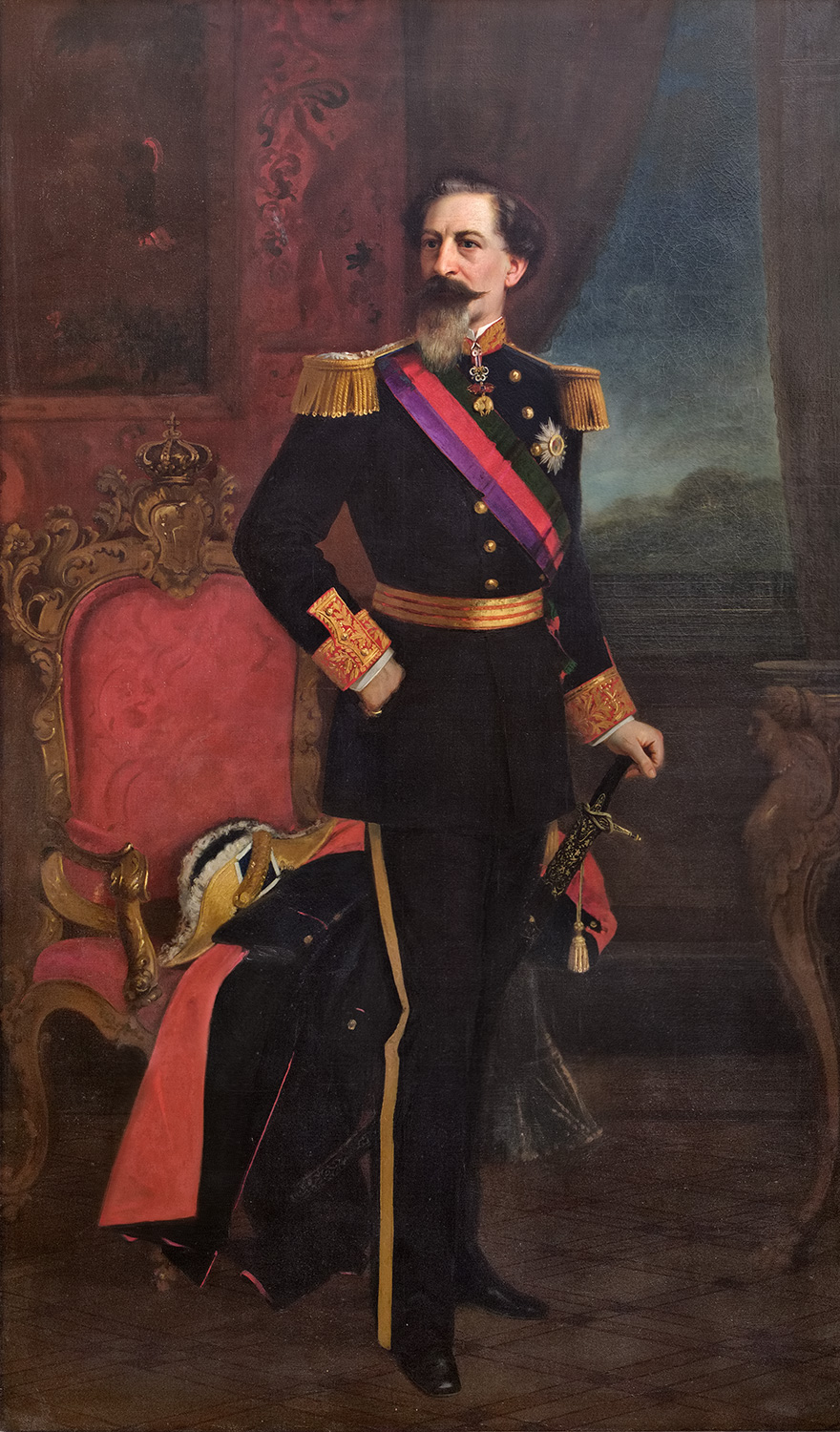
Le Roi Ferdinand II (Palais national de Pena)

### Valenciennes
En 1892, Layraud postule pour le poste de professeur de peinture aux Académies de Valenciennes, qu’il dirige ensuite ; il a alors près de 60 ans. C’est probablement l’assurance d’un revenu régulier et l’idée d’éloigner sa compagne, dépensière, des tentations de la vie parisienne, qui motivent sa candidature et le font s'installer dans cette ville. Toutefois, Layraud connait déjà indirectement Valenciennes et sa tradition artistique pour avoir côtoyé au cours de sa carrière Abel de Pujol, Harpignies, Carpeaux, Crauk et plus particulièrement Ernest Hiolle.
La nomination d’un méridional aux Académies de Valenciennes est d'abord l’objet d’une polémique virulente dans la presse locale, mais Layraud est très vite parfaitement admis et intégré dans la société valenciennoise et l’on parle en ville affectueusement du « Père Layraud ». Outre ses fonctions d’enseignement, il participe activement aux travaux de la commission du musée de la ville et réalise les portraits de nombre de ses concitoyens : on lui doit ainsi, entre autres, les portraits de Mesdames Dutouquet et Jonas, de Jules Batigny, du sous-préfet Mosse, du maire Devillers, du chanoine Cappliez, d’Edouard Fromentin, de Théodore Deromby, du docteur Henri Wacquez et son épouse Héléna Vasseur, d'Émile Vasseur, leur neveu, de Julien Dècle, artiste peintre, conservateur du musée de Valenciennes,, ou encore des sculpteurs Barbaroux et Delfoly.
Il participe aux salons artistiques de Valenciennes, Lille, Dunkerque, Arras ou Tourcoing, au moins jusqu’à ses 75 ans. Le 31 juillet 1905 ce sont 20 000 valenciennois qui font un accueil triomphal aux deux récents lauréats 1905 des Prix de Rome, Lucien Brasseur, 1er grand Prix de sculpture, et Lucien Jonas, 2e grand Prix de peinture qui fera en 1910 le portrait de son maître : sur le parcours, de la gare jusqu'à l’hôtel de ville, les deux lauréats donnent en effet le bras à leur maître qui prend la parole en public lors de cette célébration ; c’est une première pour lui, il en est très fier.
Dans son discours, Layraud prédit « une ère de succès pour les peintres valenciennois que j’aperçois distinctement », prédiction qui s’est révélée exacte et qui a vu éclore une génération de peintres brillants au début du XXe siècle,. Au Salon de 1912 enfin, il expose Napoléon et le pope et à celui de 1913, sa dernière œuvre La Réception d’un prix de Rome en la cité ou Réception à Valenciennes de Mirland et Jonas.
Fortuné Layraud démissionne en août et décède à Valenciennes le 12 octobre 1913, jour anniversaire de ses 80 ans ; il est inhumé au Cimetière Saint-Roch de la ville près de la tombe d’Ernest Hiolle.

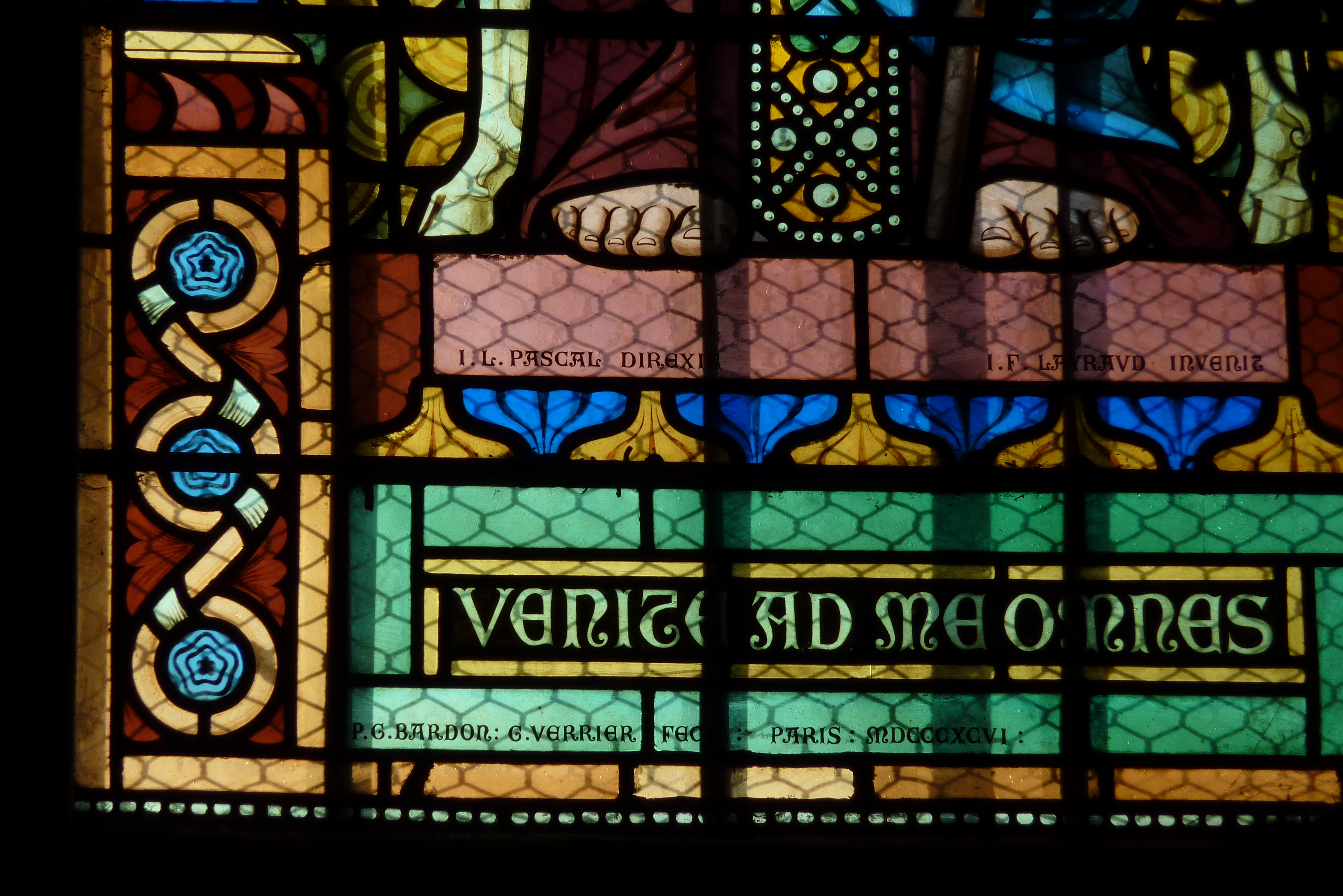
Sainte Appollinaire - Valence (1896)

## Distinctions
- Chevalier de la Légion d'honneur le 23 janvier 1890,
- Officier de la Légion d'honneur le 27 juin 1903[16].
- Chevalier de l'Ordre du Christ (Portugal)

### Œuvres référencées
- Joseph Layraud 1833/1913 : paire de Portraits de notables (École Française du XIXe datée 1855)
- Œuvres référencées (base Joconde)
- Œuvres référencées (base Arcade)
- Œuvres référencées (Archives 4z'arts)
- Œuvres référencées  (Musée de Valenciennes)
- Œuvres référencées (Album Cifka[59] - Lisbonne 1903 - Œuvres no 1-6-8) Museu Nacional de Arte Antiga de Lisbonne
- Œuvres et documents (Album Picasa)